# Mourad Ferguène
Mourad Ferguène, né en 1954, est un boxeur algérien.

## Carrière
Mourad Ferguène est médaillé d'or dans la catégorie des poids super-welters aux Jeux africains d'Alger en 1978.
Champion d'Algérie de 1975 à 1980, il passe professionnel en 1982. Il met un terme à sa carrière professionnelle en 1988 à l'âge de 34 ans.

## Famille
Il est le fils de Boudjemaa Ferguène (1916-2002), musicien algérien.